# 常御所
常御所（つねのごしょ）とは、平安貴族の居宅において主人のために設定された居住空間を指す。元は里内裏・後院における天皇・院の居所を指したためにその名がある。常居所・褻御所とも称する。

## 概要
多くは寝殿の北面や寝殿の北方の渡殿に設定され、後に御帳間・御座間・女房座の3室構成が行われた。
天皇の内裏においては、当初は仁寿殿、後に清涼殿に天皇の居所として規定されていたが、後に里内裏が多用されるとともにこうした設定が導入されたものである。室町時代以後には内裏にも常御所が定められ、清涼殿の3間のうち2間を充てるようになり、南隣に剣璽の間が置かれた。天正以後は清涼殿とは別個に常御所が造営されるようになったが、建物内を仕切って常御所を内部に造営する形式は後世まで続けられた。
また、平安時代後期から鎌倉時代にかけては貴族や将軍の邸宅にも常御所が置かれるようになり、室町幕府では花の御所などに独立した常御所（主殿）を設置している。